# STRX4-Chipsätze
Die AM4-Chipsätze sind eine Chipsatz-Familie von AMD für Prozessoren der Zen 2-Architektur mit sTRX4-Sockel.
Die Chips unterstützen Prozessoren der Zen 2-Generation.

## Modellübersicht
| Chipsatz | Fertigungs- prozess | Zusätzliche PCI-Express-Lanes | SATA-Ports | USB-Anschlüsse | USB-Anschlüsse | USB-Anschlüsse | Übertakten | TDP |
| Chipsatz | Fertigungs- prozess | Zusätzliche PCI-Express-Lanes | 6 Gbit/s   | 3.1 Gen 2      | 3.1 Gen 1      | 2.0            | Übertakten | TDP |
| -------- | ------------------- | ----------------------------- | ---------- | -------------- | -------------- | -------------- | ---------- | --- |
| TRX40    |                     |                               |            |                |                |                | Nein       |     |